# Анибале Гонзага
Анибале Гонзага (на италиански: Annibale Gonzaga; * 1602, Боцоло; † 2 август 1668, Виена, Хабсбургска монархия) от италианската благородническа фамилия Гонзага (клон Гонзага ди Сабионета е Боцоло) е княз на Боцоло (1609 – 1668), имперски принц, на императорска служба от 1640 г., комендант на Виена, фелдмаршал и президент на дворцовия съвет (1665 – 1668).

## Произход
Той е най-малкото дете е на Феранте Гонзага ди Боцоло (* 1550, † 1605), кондотиер и граф на Боцоло, маркиз на Гацуоло, господар на Сан Мартино дал'Арджине, и на съпругата му Изабела Гонзага ди Новелара (* 1576, † 1630). Има шест братя и една сестра:
- Шипионе (* 1595, † 1670), принц на Сабионета, съпруг на Мария Анна Матей
- Алфонсо (* 1596, † 1659), маркиз на Помаро;
- Карло (* 1597, † 1636), губернатор на Боцоло
- Луиджи (* 1599, † 1660), кондотиер, съпруг на Изабела Аренберг
- Камило (* 1600, † 1659), кондотиер
- Изабела
- Федерико, военен

## Биография

### Военната кариера по време на Тридесетгодишната война:
Като млад мъж заминава за Германия, за да се включи в конфликта, предизвикан от Бохемското въстание през 1618 г. Според исторически сведения за първи път името му се споменава през 1629 г., когато служи като лейтенант под командването на баварския фелдмаршал Готфрид Хайнрих цу Папенхайм, в армията на Католическата лига. 
От 1631 г. е вече полковник – титулярен командир на полк, сформиран през 1625 г., включващ шест роти германски кирасири, част от императорските сили. През същата година се отличава в битката при Лютцен.
Остава неясно дали е сред офицерите, които Албрехт фон Валенщайн кани в щаба си в Пилзен от 11 до 13 януари 1634 г., за да положат клетва на лоялност към него в противовес на императора. В списъка с подписалите присъства фамилията Гонзага, но без лично име.
През лятото на 1634 г., когато шведите контролират Южна Германия, той се сражава във Франкония и Горен Пфалц в състава на корпуса на Йохан Алдринген. В решаващата битка при Ньордлинген на 6 септември същата година, командва двадесет кавалерийски роти. След победата е натоварен с честта лично да съобщи новината на императора – знак за високото му положение сред офицерите от новото върховно командване на Фердинанд III и генерал-лейтенант Матия Галасо.
През пролетта на 1635 г., по заповед на Галасо, Анибале остава във Виена, където води преговори с императора относно продължението на войната, нейното финансиране и въоръжаването на армията. Малко преди началото на новата кампания е повишен в ранг боен генерал-сержант.

### Военен напредък и дипломатическа мисия (1639–1643)
През януари 1639 г. Анибале е изпратен в испанския кралски двор, където поема важна дипломатическа мисия. Малко след това получава допълнителни повишения – на 20 септември същата година е назначен за генерал на артилерията (Feldzeugmeister) и член на Върховния военен съвет.
През 1640 г. му е поверено командването на укрепленията на Виена, а на 5 декември 1642 г. получава най-престижния пост – върховно командване на цялата имперска артилерия, след като Е. Р. Сюйс попада в плен.
Заради множеството си нови отговорности, през 1643 г. Анибале подава оставка от стария си полк. Предложението му да предаде командването на подполковник е отхвърлено от император Фердинанд III, което налага окончателното му оттегляне от тази длъжност.

### Стратег и държавник в защита на Виена и империята
След 1640 г. военната позиция на Хабсбургската империя рязко се влошава, превръщайки ролята на военен командир на Виена в критично важна. През 1645 г., след битката при Янкау, шведските сили и войските на принц Георг I Ракоци от Трансилвания напредват към Долна Австрия, застрашавайки самата столица. Заплахите се засилват отново през 1663–1664 г. след турски атаки в Западна Унгария.
Анибале, сътрудничейки си с инженер Джакомо Тенсини, модернизира градските укрепления. Издигнат е нов бастион на брега на река Дунав, познат като бастион Гонзага — останал до 1859 г., когато е разрушен при преустройството, наредено от император Франц Йосиф (днес отбелязан с алея Гонзага).
Въпреки Вестфалския мир от 1648 г., военната кариера на Анибале продължава с нови предизвикателства. От 1655 г. е велик оръженосец и редовен член на Тайния съвет. Венецианският представител Джустиниан го описва като доблестен аристократ с преобладаващо военен опит и скромна образованост, израснал в армията, без претенции за голяма държавност.
След смъртта на Фердинанд III през 1657 г. влиза в най-близкия кръг на съветници на младия Леополд I. Получава ордена на Златното руно като знак за признание и след унгарската кампания от 1658 г. става вицепрезидент на Върховния военен съвет. През 1660 г. е повишен във фелдмаршал, през 1662 г. е назначен за придворен управител на вдовстващата императрица Елеонора Магдалена фон Пфалц-Нойбург, а през 1665 г. – за председател на военния съвет, замествайки принц Лобковиц. В този съвет Анибале поема особена отговорност за Унгария и Трансилвания, където амбициите на Георги II Ракоци и наследниците му заплашват териториите на императора с нова турска война. В доклад от 27 март 1658 г. съветниците във Виена подчертават, че Ракоци, макар свален от турците, може да използва своите владения в Кралска Унгария за нови военни операции. Докладът препоръчва да не се подкрепя Ракоци и да се увери Високата порта в искреното желание за мир. 
Въпреки решението за разполагане на десет полка в Кашау (дн. Кошице) под командването на Анибале, войските са задържани далеч от конфликта – в Коморн (дн. Комарно) и са изтеглени преди зимата.
Посланик Батиста Нани през януари 1659 г. описва Гонзага като разумен и скромен съветник, избягващ конфликтите, но въпреки това принуден да поеме командването на армията в Унгария с особено предпазлив подход.

### Дипломатически и политически дейности в края на кариерата му
В манифест до народите на Трансилвания (1659 г.) и в писмо до везира на Офен (11 август същата година), Анибале подкрепя неуверената политика на виенския двор спрямо Османската империя. През есента на 1660 г., след падането на Гросвардейн (Орадя) и новини за турски репрява есии, както и при възобновените заплахи за война през 1662 г., той се присъединява към политическата линия на принц Йохан Вайкард фон Ауерсперг. Ауерсперг настоява за ясни цели и отказ от отстъпки – позиция, споделяна от Анибале и по отношение на конфликта с Франция на Луи XIV. Въпреки несъгласието си с повечето членове на Съвета, Анибале и Ауерсперг се противопоставят на компромисна политика и отлагане на военни действия. Личното отношение между тях е обтегнато – Ауерсперг дори разпространслух, че Анибале търси благосклонността на императора чрез вдовствата императрица. Леополд I обаче категорично защитава Анибале, наричайки го „лоялен човек и верен слуга на нашия дом“.
През 1659 г. той получава унгарско гражданство, а през 1663 г. – титлата „имперски принц“ за всички австрийски наследствени територии.
Семейството му придобива владението Фрайдек в района на Ибс и през 1651 г. е прието в благородническия титул на Долна Австрия.  Заради напредващата си възраст и влошено здраве след 1658 г. Анибале не води нови кампании, но поема дипломатически мисии през 1660 г. – първо в Берлин при курфюрста Фридрих Вилхелм I, където се водят преговори в рамките на Северната война. След бързо посещение в Дрезден, за да привлече Саксония като съюзник, сключеният мир прави мисията безпредметна.
През ноември 1660 г. е обсъден за ново посланничество, свързано с турската заплаха, но е счетен за прекалено високопоставен за подобна задача. Все пак дипломатическата му репутация остава висока. Венецианският посланик А. Молин (1661 г.) го описва като „високопочтен, умен, умерен и много уважаван от Императора — проницателен като угаснал огън, който действа незабелязано“.
Анибале Гонзага умира във Виена на 2 август 1668 г. на 66-67 г. и е погребан във Францисканската църква. 

## Брак и потомство
Жени се два пъти:
∞ 1. 1636 за Хедвига Мария фон Саксония-Лауенбург (* 7 август 1597, † 29 август 1644) от род Аскани, дъщеря на херцог Франц II херцог на Саксония-Лауенбург и на Мария от Брауншвайг-Волфенбютел, от която има 3 сина и 3 дъщери:
- Карло Франческо Гонзага (*/† 1632);
- Мария Елеоора Гонзага (* 12 май 1635, † 1639);
- Карло Фердинандо Гонзага (* 27 юли 1636, † март 1652);
- Мария Изабела Гонзага (* 1638, † 26 април 1702), ∞ 1. 1656 за граф Клаудио III ди Колалто, си на Рамбалдо XIII 2. 8 март 1666 за Сигизмуд II Хайлфрид (* 26 януари 1637, † 2 април 1698), граф на Дитрихщайн и кавалер на Ордена на Златното руно;
- Анибале Гонзага († бебе);
- Мария Тереза Гозага (* 1643, † 1654)

∞ 2. 1646 за унгарката Мария Барбара Чаки де Körösszegh ет Адорян († 24 януари 1668), графиня на Чаки, от която има 2 сина и 1 дъщеря:
- Джован Батиста Гонзага (* 23 декември 1648, † 1662);
- Луиджи Гонзага (* 1650, † 18 октомври 1659);
- Мария Виториия Гонзага (* 1653, † 12 септември 1667).